# Niels Vandyck
Niels Vandyck (né le 30 août 1990 à Boom) est un coureur cycliste belge, membre de l'équipe Thielemans & Co-Van Cauter Games.

## Biographie
Niels Vandyck naît le 30 août 1990 à Boom en Belgique. 
Sa mère Els Heyvaert et son père Chris Vandyck ont également été coureurs cyclistes. Cependant, il se consacre d'abord au football à l'âge de six ans au Puurs Excelsior RSK puis à la natation l'année suivante au club Willebroekse où il pratiquera la nage pendant quatre ans. 
En 2000, il participe à plusieurs reprises à des courses de vélo tout terrain. En 2001, il commence la compétition sur route en catégorie minimes et décroche déjà plusieurs victoires dès sa première année. Il prend en 2002 une licence au sein du Sprinters Malderen avant de quitter le club en 2005 pour celui du SD Cabling, qui prend le nom de Thompson en 2006. Il y reste jusqu'en 2008, année où il termine huitième du Tour d'Istrie, épreuve de l'UCI Coupe des Nations Juniors.
En 2009, il intègre l'équipe continentale Jong Vlaanderen-Bauknecht pour sa première année espoir. En 2012, l'équipe change de nom pour devenir finalement Bofrost-Steria en juin. En mai, il participe à la Ronde de l'Isard d'Ariège, course montagneuse classée 2.2U dans le calendrier de l'UCI Europe Tour et donc réservée aux coureurs de catégorie espoir. Il y remporte la quatrième et dernière étape, disputée entre Auterrive et Saint-Girons en devançant son compagnon d'échappée Pierre-Henri Lecuisinier, vainqueur de l'épreuve. Niels Vandyck termine quant à lui troisième du classement général final. 
Pour la saison 2013, il signe son premier contrat professionnel avec l'équipe Verandas Willems. En avril, lors de la course Paris-Mantes-en-Yvelines, il chute en percutant un bac de fleurs et se fracture le scaphoïde. Son indisponibilité est alors estimée à six semaines. Il reprend la compétition début juin lors de la kermesse professionnelle de Verrebroek. Il participe également ce mois-ci à son premier championnat de Belgique professionnel. Seulement 17 coureurs termine la course et Niels Vandyck abandonne quant à lui à quatre tours de l'arrivée. En fin d'année, il dresse le bilan de sa première saison professionnelle qu'il juge malchanceuse et déclare viser principalement les courses professionnelles en 2014.
Non conservé par l'équipe Verandas Willems, il intègre l'effectif de l'équipe Baguet-MIBA Poorten-Indulek pour la saison 2015. À l'issue de cette saison, il signe en faveur de la formation continentale Cibel-Cebon pour la saison 2016.

## Palmarès et classements mondiaux

### Palmarès sur route
- 2011
  - 1re étape de l'Arden Challenge
- 2012
  - 4e étape de la Ronde de l'Isard d'Ariège
  - 3e de la Ronde de l'Isard d'Ariège
- 2015
  - Classement général de l'Arden Challenge
- 2017
  - 5e étape de l'Arden Challenge
- 2018
  - Grand Prix de la ville de Vilvorde
- 2021
  - 3e étape du Tour du Faso

### Classements mondiaux
| Année           | 2011   | 2012 | 2013 | 2014 |
| --------------- | ------ | ---- | ---- | ---- |
| UCI Europe Tour | 1 222e | 508e | 818e | nc   |